# Demonax apicalis
Demonax apicalis là một loài bọ cánh cứng trong họ Cerambycidae.